# Oskar (historietista)
Óscar Tomás Vega Etcheverry, también conocido como Oskar (Potrerillos, 28 de julio de 1945 - Santiago, 16 de febrero de 2007), fue un pintor acuarelista, ilustrador, animador e historietista chileno. Es conocido por haber creado con Eduardo Armstrong el personaje de Mampato, obra que continuó Themo Lobos.

## Su vida y su obra
Estuvo casado con la artista plástica Ana María Encina Lemarchand. Tuvo tres hijos, todos desarrollados en el ambiente artístico y musical. Uno de ellos es el destacado dibujante de cómic, Félix Vega, creador de Juan Buscamares y DUAM.
Estudió en el Internado Nacional Barros Arana, la Escuela de Artes Aplicadas y la Facultad de Artes de la Universidad de Chile.
Su carrera comenzó a principio de la década de 1960, en la que fue alumno de los pintores Israel Roa y Matilde Pérez. Destacó por ser el único artista figurativo de academia, mientras el resto de su generación, se caracterizaba por un estilo abstracto.
En 1968, marcó uno de los hitos de la historieta chilena al ser, junto a Eduardo Armstrong, uno de los creadores del cómic chileno Mampato, continuado por otro ícono del cómic chileno, Themo Lobos. 
Declaró en 2002 a El Mercurio que "Empezamos a juntarnos con Eduardo en su taller, en Providencia con Los Leones. Y comencé a desarrollar un personaje para niños, con dificultad, porque mi dibujo era muy serio". Mampato tuvo su origen conceptual en los personajes Asterix y Daniel el Travieso. Vega agrega a El Mercurio, "Hice una especie de experimento genético entre estos dos protagonistas y resultó Mampato".
En 1970 creó el Departamento de Animaciones de la naciente Televisión Nacional de Chile.
Entre 1979 y 1982 participa como ilustrador en la afamada revista chilena para niños de educación entretenida Icarito del diario La Tercera.
En 2005 recibió el primer lugar de la agrupación mundial de acuarelistas BWS, Birmingham Watercolour Society, por su obra "Mia, Moon Light", la que fue reconocida como "La acuarela perfecta", premio que la institución no entregaba desde hacía más de 40 años.
Falleció en Santiago, el 16 de febrero de 2007, a la edad de 61 años.

## Trayectoria como ilustrador y creativo
Empezó su carrera trabajando como ilustrador para publicaciones y publicidad tanto en Chile como en Estados Unidos, logrando numerosas distinciones en este campo.
- 1962: Se inicia como dibujante profesional en la Editorial Zig-Zag, en donde se desempeña dibujando historietas hasta el año 1968.
- 1968: Es llamado por la Editorial Lord Cochrane para crear el personaje Mampato, para la revista del mismo nombre, Además le pertenece la creación de los personajes secundarios. En esta publicación realiza numerosas historietas, portadas e ilustraciones hasta enero de 1978, fecha en que culmina la publicación de la revista.
- 1969: Realiza ilustraciones para textos de educación en la Editorial Santillana.
- 1970: Televisión Nacional de Chile lo contrata para crear, junto a otros profesionales, el Departamento de Animaciones, en donde se realizaron numerosos cortos de dibujos animados y presentaciones de programas hasta el año 1974.
- 1976: Participa en la exposición de historietas, junto a los más destacados profesionales del ramo, en el "Circulo de periodistas de Chile".
- 1979: Colabora como ilustrador en el periódico El Mercurio. Es llamado por el periódico La Tercera de la Hora, donde se desempeña como creativo e ilustrador en el suplemento Icarito, y como coordinador y dibujante en el suplemento Historietas hasta el año 1982.
- 1980: Realiza las portadas, ilustraciones y el diseño de la colección "Nuevo Programa Adelante" del Centro de Perfeccionamiento, Experimentación e Investigaciones Pedagógicas.
- 1981: Participa en la "Bienal de Ilustradores de Bologna", de Italia, obteniendo Mención Honrosa.
- 1981: Recibe el premio "The Fine Work" en el certamen "Yomiuri Shimbun", en Tokio, Japón.
- 1981: Organiza y realiza junto a Vittorio di Girolamo la gran exposición "Ilustradores del Siglo XX" en la Casa del Arte de la Universidad de Concepción.
- 1982: Nuevamente, la Universidad de Concepción solicita su concurso para organizar el "Primer Festival Internacional de Dibujos Animados", evento que se lleva a cabo en La Casa del Arte de la Universidad.
- 1983: Se desempeña como creativo y director de arte en Publicaciones Lo Castillo hasta 1985.
- 1985: Se desempeña como ilustrador publicitario freelancer en las más importantes agencias de publicidad.
- 1986: Realiza Exposición de acuarelas en el Instituto Cultural de Providencia.
- 1989: La Universidad Diego Portales presenta la exposición "El Mundo de Oskar", con ilustraciones y dibujos de su autoría.
- 1999: Participa como miembro del jurado en el Salón Nacional de Bellas Artes.
- 2000: Se desempeña como ilustrador y creativo para la Asociación Chilena de Seguridad.
- 2001: Participa como jurado en el Concurso de Pintura Interescolar de Bomberos de Chile.
- 2003: Realiza una nueva exposición de acuarelas en la sala Moneda del Instituto Chileno Norteamericano.
- 2004: Organiza, junto a la agrupación "Arte Panorámico", la exposición itinerante "Ilustradores del siglo XX", que reúne ilustraciones de artistas nacionales y extranjeros, evento que se ha presentado con gran éxito en las ciudades de Valdivia y Puerto Montt.
- 2004: Realiza una exposición retrospectiva en la Universidad Gabriela Mistral, Santiago.
- 2005: Viaja para participar en la RBSA Gallery, BWS Watercolour Painting, llevada a cabo en Birmingham, Reino Unido.
- 2005-2006: Expone en la Caughley Gallery, en Malvern, Reino Unido, con motivo del “Malvern Festival Theatre”
- 2006: Participa en “Ilustradores Chilenos en los 200 años de Hans Christian Andersen”, en la Universidad Gabriela Mistral y el Instituto Cultural de las Condes.
- 2006: Publica dos portafolios de láminas históricas y pictóricas de la ciudad de Valdivia. Editadas por PuntoCreativo.
- 2008: Su trabajo es presentado en la exposición colectiva "Exijo una explicación" en el Museo Nacional de Bellas Artes.
- 2010: Por su aporte a la historia del dibujo animado en Chile, es incluido en el libro "Animación. La magia en movimiento" de Vivienne Barry.

## Actividad pictórica
En 1979 comenzó a dedicarse a la pintura, escogiendo para expresarse la técnica de la acuarela. Fue presentador de diversas exposiciones individuales en diferentes lugares de Chile, y fue partícipe en muestras individuales y colectivas junto a destacados maestros de la acuarela.

### Cronología
- 1983: Es declarado "Pintor Fundador" del evento "Aysén en la Pintura Chilena", junto a destacados maestros de la plástica de Chile.
- 1985: Participa en la exposición "Cinco Acuarelistas Chilenos":  R. Anwanter, H. Wistuba, F. Morales Jordán, Israel Roa y O. Vega, en Talca y Chillán.
- 1990: Presenta una muestra de sus acuarelas en la sala "Galerìa Del'Arte" en la ciudad de Talca.
- 1991: Presenta, junto a Ana Marìa Encina Lemarchand, la exposiciòn "Centenario de la ciudad de Pichilemu", en esta localidad y con motivo de la celebración de dicha efemérides.
- 1999: Realiza Viaje de estudios y trabajo pictórico a Europa. Estudio en las dependencias de la "Tate Gallery", con acceso directo a los originales, acuarelas de los distintos periodos de W. Turner.
- 2001: Realiza Muestra de acuarelas en la galería "Montecatini" en la ciudad de Concepción.
- 2005: Participa en la Exposición de la BWS en la RBSA Gallery en la ciudad de Birmingham.
- 2005-2006: Exposición en la Caughley Gallery, Malvern, Reino Unido.
- 2007: Exposición póstuma de acuarelas en TallerPiso8. Santiago de Chile.

## Premios y reconocimientos
- 1979: Medalla de bronce, Salón Nacional de Bellas Artes.
- 1981: Mención de honor, 2° Anual de Pintura Viñamarina.
- 1981: Medalla de oro, Salón Nacional de Bellas Artes
- 1982: Mención de honor, "Concurso Tierra Adentro", Olmué.
- 1985: Primer premio, Acuarela, "Pintando Providencia".
- 1987: Premio "Embajada de Costa Rica", Instituto Cultural de Providencia.
- 1994: Primer premio, "Pintando Quillota".
- 1997: Beca "Windsor & Newton", Instituto Cultural de las Condes.
- 2002: Primer premio, V Salón de la Acuarela, Centro Cultural El Austral, Valdivia.
- 2004: Mención de honor, VI Salón de la acuarela, Centro Cultural El Austral, Valdivia.
- 2005: Nombrado Miembro Integrante de la BIRMINGHAM WATERCOLOUR SOCIETY.
- 2005: Premio “Chase de Vere” en la exposición de la BWS en Birmingham, Inglaterra. (Premio a la "Acuarela Perfecta")